# Eruh (district)
Eruh is een Turks district in de provincie Siirt en telt 19.447 inwoners (2007). Het district heeft een oppervlakte van 1362,6 km².
De bevolkingsontwikkeling van het district is weergegeven in onderstaande tabel.
| 1997   | 2000   | 2007   |
| ------ | ------ | ------ |
| 15.676 | 15.455 | 19.447 |